# Live and Beyond
| Críticas profissionais | Críticas profissionais |
| Avaliações da crítica  | Avaliações da crítica  |
| Fonte                  | Avaliação              |
| ---------------------- | ---------------------- |
| Allmusic               | [ 1 ]                  |

Live And Beyond é um álbum ao vivo da banda Alien Love Child lançado em 2000 pelo selo Favored Nations, sendo o único álbum da discografia da banda.
Liderada pelo guitarrista estadunidense Eric Johnson, a banda tem Chris Maresh no baixo e Bill Maddox na bateria. A participação especial neste álbum fica com o vocalista Malford Milligan nas faixas Once A Part Of Me e Don't Cha Know.
Maddox já havia tocado com Johnson na banda The Electromagnets, na década de 1970.
A faixa World Of Trouble é a única gravada em estúdio. Destaque também para a música "Rain", escrita por Chris Maresh, que foi indicada ao Grammy Awards de 2002 na categoria "Melhor Performance Instrumental Pop".

## Faixas do CD
| N.º | Título                                         | Compositor(es)            | Duração |  |
| 1.  | "Zenland"                                      | Eric Johnson              | 5:53    |  |
| 2.  | "Last House On The Block"                      | Eric Johnson, Bill Maddox | 11:13   |  |
| 3.  | "Rain"                                         | Chris Maresh              | 4:08    |  |
| 4.  | "Enzo Shuffle"                                 | Eric Johnson              | 3:01    |  |
| 5.  | "Once A Part Of Me"                            | Eric Johnson              | 7:16    |  |
| 6.  | "Don't Cha Know"                               | Jimmy Vaughan             | 3:53    |  |
| 7.  | "The Boogie King (Tribute To John Lee Hooker)" | Eric Johnson              | 4:29    |  |
| 8.  | "Elevator Sky Movie"                           | Eric Johnson              | 2:34    |  |
| 9.  | "Shape I'm In"                                 | Eric Johnson              | 5:35    |  |
| 10. | "World Of Trouble"                             | Eric Johnson              | 3:40    |  |

## Músicos
- Eric Johnson: guitarras e vocais.
- Chris Maresh: baixo.
- Bill Maddox: bateria e percussão.

### Participações Especiais
- Malford Milligan: vocais em "Don't Cha Know" e "Once a Part of Me"
- Stephen Barber - Orgão "Hammond B3"

## Críticas
A revista Guitar World Magazine entusiasmou-se com o álbum, afirmando: "`Alien Love Child: Live And Beyond` captura Johnson e sua banda em forma fina e explosiva. Não é um álbum ao vivo padrão, mas uma coleção de novas canções gravadas durante um caso de três noites em sua cidade natal, Austin, Texas".
Arlene Weiss, da revista Vintage Guitar Magazine, vai na mesma linha. Para ela, "Live and Beyond documenta as raízes musicais puristas e expansivas de Johnson, servindo um modelo expressivo, terroso e multitexturizado para suas iluminações de guitarra furiosas e emotivas e vocais autoritários. O álbum prova o domínio impressionante de Johnson como tocador e vocalista de blues, marcado pela intensidade e virtuosismo".

### Prêmios e Indicações
| Ano  | Música | Prêmio        | Indicação                          | Resultado | Ref.  |
| ---- | ------ | ------------- | ---------------------------------- | --------- | ----- |
| 2002 | Rain   | Grammy Awards | Best Rock Instrumental Performance | Indicado  | [ 4 ] |